# WASP (protéine)
La WASP (Wiskott-Aldrich Syndrome Protein) ou protéine du syndrome de Wiskott-Aldrich est une protéine qui appartient à la famille des facteurs favorisant la nucléation de l'actine. La WASP est une protéine cytosolique comprenant 502 acides aminés dépourvus d'activité catalytique intrinsèque. Au lieu de cela, la WASP agit comme une protéine qui transduit un large éventail de signaux provenant des récepteurs de la membrane cellulaire pour médier les changements dynamiques du cytosquelette d'actine en réponse à des stimuli externes . La WASP est exprimé exclusivement dans les cellules hématopoïétiques, notamment les cellules T, les cellules B, les cellules tueuses naturelles, les cellules dendritiques, les macrophages et les plaquettes . Les lymphocytes T isolés d'un patient atteint par le syndrome de Wiskott-Aldrich présentent un défaut de réorganisation de l'actine en réponse à une stimulation médiée par le récepteur des lymphocytes T . De plus, la WASR joue un rôle essentiel dans la transduction du signal et les fonctions effectrices des lymphocytes T.
La protéine du syndrome de Wiskott-Aldrich appartient à la famille de protéines WASP composée de WASP, N-WASp (WASP neuronale)  et WAVE 1–3 et de l'homologue WASP et SCAR (WASH) . Bien que WASP et N-WASP partagent plus de 50 % d’homologie de séquence et aient des partenaires de liaison aux protéines et des fonctions de base similaires, ces deux protéines ne sont pas entièrement redondantes . Contrairement à la WASP, la N-WASp est largement exprimé dans plusieurs tissus .

## Sources
- Ngoenkam J, Paensuwan P, Wipa P, Schamel WWA and Pongcharoen S (2021) Wiskott-Aldrich Syndrome Protein: Roles in Signal Transduction in T Cells. Front. Cell Dev. Biol. 9:674572. doi: 10.3389/fcell.2021.674572 paru sous licence CC-BY 4.0